# Campeonato Asiático de Atletismo de 2023 - Revezamento 4x400 m masculino
A prova dos 4 x 400 metros estafetas masculino do Campeonato Asiático de Atletismo de 2023 foi disputada nos dias 15 e 16 de julho de 2023, no Estádio Nacional, em Banguecoque, na Tailândia.

## Recordes
Antes desta competição, os recordes mundiais e do campeonato nesta prova eram os seguintes:
|                       | Nome                                                                                    | Nacionalidade  | Tempo     | Local     | Data                 |
| --------------------- | --------------------------------------------------------------------------------------- | -------------- | --------- | --------- | -------------------- |
| Recorde mundial       | Andrew Valmon, Quincy Watts Butch Reynolds, Michael Johnson                             | Estados Unidos | 2m 54s 29 | Estugarda | 22 de agosto de 1993 |
| Recorde do campeonato | Femi Seun Ogunode, Musaeb Abdulrahman Balla Mohamed El Nour Mohamed, Abdelalelah Haroun | Catar          | 3m 02s 50 | Wuhan     | 7 de junho de 2015   |
| Recorde asiático      | Fuga Sato, Kaito Kawabata, Julian Jrummi Walsh, Yuki Joseph Nakajima                    | Japão          | 2m 59s 51 | Eugene    | 24 de julho de 2022  |

Os seguintes recordes foram estabelecidos durante esta competição:
| Data        | Evento | Atletas                                                           | Nacionalidade | Tempo     | Notas                 |
| ----------- | ------ | ----------------------------------------------------------------- | ------------- | --------- | --------------------- |
| 16 de julho | Final  | Aruna Dharshana, Rajitha Niranjan Pabasara Niku, Kalinga Kumarage | Sri Lanka     | 3m 01s 56 | Recorde do campeonato |

## Medalhistas
| Ouro                                                                                                  | Prata                                                                                                   | Bronze |
| Sri Lanka · Aruna Dharshana · Rajitha Niranjan · Pabasara Niku · Kalinga Kumarage · Pasindu Kodikara* | Índia · Amoj Jacob · Muhammed Variyathodi · Mijo Kurian · Rajesh Ramesh · Rahul Kadam* · Nihal William* | Catar · Bassem Hemeida · Abubaker Abdalla · Ismail Abakar · Ashraf Osman · Abdirahman Hassan* · Doudai Oumar* |

* Indica que os atletas competiram apenas nas baterias e receberam medalhas

## Cronograma
Todos os horários são locais (UTC+7)
| Data        | Hora  | Evento  |
| ----------- | ----- | ------- |
| 15 de julho | 10:20 | Bateria |
| 16 de julho | 17:35 | Final   |

## Resultados

### Bateria
Qualificação: 3 atletas de cada bateria  (Q) mais os  2 melhores qualificados (q).
| Posição | Bateria | Nacionalidade | Atletas                                                                                | Tempo   | Notas |
| ------- | ------- | ------------- | -------------------------------------------------------------------------------------- | ------- | ----- |
| 1       | 1       | Índia         | Amoj Jacob, Nihal William, Mijo Kurian, Rahul Kadam                                    | 3:04.38 | Q     |
| 2       | 1       | Sri Lanka     | Pabasara Niku, Pasindu Kodikara, Rajitha Niranjan, Kalinga Kumarage                    | 3:04.62 | Q     |
| 3       | 2       | Filipinas     | Umajesty Williams, Michael Del Prado, Joyme Sequita, Frederick Ramirez                 | 3:07.40 | Q     |
| 4       | 2       | Iraque        | Yasir Ali Al-Saadi, Mohammed Al-Lami, Mohammed Al-Tameemi, Taha Hussein Yaseen         | 3:08.73 | Q     |
| 5       | 1       | Tailândia     | Aphisit Chumsri, Lucky Yooyamadu, Jirayu Pleenaram, Thawatchai Heem-Ead                | 3:09.44 | Q     |
| 6       | 2       | Catar         | Doudai Oumar, Abubaker Abdalla, Ismail Abakar, Ashraf Osman                            | 3:10.49 | Q     |
| 7       | 2       | Malásia       | Abdul Wafiy, Muhammad Firdaus Bin Mohamad Zemi, Rusleen Zikry Putra Roseli, Umar Osman | 3:10.62 | q     |
| 8       | 2       | Singapura     | Ng Chin Hui, Jun Jie Calvin Quek, Zubin Percy Muncherji, Rajan Thiruben Thana          | 3:11.65 | q     |
| 9       | 1       | Cazaquistão   | Andrey Sokolov, Dmitriy Koblov, Vyacheslav Zems, Mikhail Litvin                        | 3:11.70 |       |

### Final
A final ocorreu no dia 16 de julho às 17:35.
| Posição           | Raia | Nacionalidade | Atletas                                                                                | Tempo   | Notas            |
| ----------------- | ---- | ------------- | -------------------------------------------------------------------------------------- | ------- | ---------------- |
| Medalha de ouro   | 4    | Sri Lanka     | Aruna Dharshana, Rajitha Niranjan, Pabasara Niku, Kalinga Kumarage                     | 3:01.56 | ,                |
| Medalha de prata  | 5    | Índia         | Amoj Jacob, Muhammed Variyathodi, Mijo Kurian, Rajesh Ramesh                           | 3:01.80 |                  |
| Medalha de bronze | 8    | Catar         | Bassem Hemeida, Abubaker Abdalla, Ismail Abakar, Ashraf Osman                          | 3:04.26 |                  |
| 4                 | 6    | Iraque        | Yasir Ali Al-Saadi, Mohammed Al-Lami, Mohammed Al-Tameemi, Taha Hussein Yaseen         | 3:04.94 |                  |
| 5                 | 7    | Tailândia     | Aphisit Chumsri, Sarawut Nuansri, Jirayu Pleenaram, Joshua Atkinson                    | 3:05.63 |                  |
| 6                 | 3    | Filipinas     | Umajesty Williams, Michael Del Prado, Joyme Sequita, Frederick Ramirez                 | 3:06.47 | Recorde nacional |
| 7                 | 1    | Malásia       | Abdul Wafiy, Muhammad Firdaus Bin Mohamad Zemi, Rusleen Zikry Putra Roseli, Umar Osman | 3:11.63 |                  |
| 8                 | 2    | Singapura     |                                                                                        | DNS     |                  |

Legenda
| Recorde mundial       | Recorde mundial (World record)               |                       | Recorde africano                      | Recorde africano (African) |                                           | Q | Classificado por posição (Qualified) |
| Recorde do campeonato | Recorde do campeonato (Championship record)  | Recorde da América    | Recorde da América (Americas)         | q                          | Classificado por melhor tempo (Qualified) |   |                                      |
| Melhor marca do ano   | Melhor marca do ano (World leading)          | Recorde asiático      | Recorde asiático (Asian)              | DNS                        | Não largou (Did not start)                |   |                                      |
| Recorde nacional      | Recorde nacional (National record)           | Recorde europeu       | Recorde europeu (European)            | DNF                        | Não terminou (Did not finish)             |   |                                      |
| Recorde pessoal       | Recorde pessoal do atleta (Personal best)    | Recorde da Oceania    | Recorde da Oceania (Oceania)          | DSQ / DQ                   | Desclassificado (Disqualified)            |   |                                      |
| Recorde da temporada  | Recorde da temporada do atleta (Season best) | Recorde sul-americano | Recorde sul-americano (South America) | NM                         | Sem marca (No mark)                       |   |                                      |